# Mamelieres
Die Mamelieres sind ein Bestandteil von mittelalterlichen Rüstungen des 14. Jahrhunderts. Es sind Aufhängungen am Brustpanzer für Waffenketten.

## Beschreibung
Die Mamelieres bestehen in der Regel aus Eisen oder Stahl. Sie sind rund oder sternförmig gearbeitet. In der Mitte sind Ringe angebracht die zum Einhaken von Waffenketten dienen. Die Mamelieres werden auf der Platte des Brustpanzers befestigt. Die in ihnen eingehängten Waffenketten dienen zur Befestigung des Schwertes, Dolches und eines Helmes.
In England wurden an Mamelieres angebrachte Waffenketten zur Befestigung von Schwert und Helm zu Beginn des 14. Jahrhunderts unter Edward II. als Teil standesgemäßer Rüstung von Rittern eingeführt. Die Waffenketten sind am Knauf der beiden Waffen befestigt, um zu verhindern, dass sie bei einem Herausgleiten aus den Händen verloren gehen. Die Anzahl der Mamelieres ist unterschiedlich. In der Regel wurden an den Brustpanzern zwei bis vier Ketten befestigt. Das Befestigen von Waffenketten am Brustpanzer wurde nach kurzer Zeit wieder aufgegeben.